# Tuyển hầu xứ Hessen
Tuyển hầu quốc Hesse (tiếng Đức: Kurfürstentum Hessen; tiếng Anh: Electorate of Hesse) còn được gọi là Hesse-Kassel hay Kurhessen, là một Phong địa bá quốc được Napoleon Bonaparte nâng lên hàng Tuyển đế hầu với quyền bầu chọn ra Hoàng đế La Mã Thần thánh. Năm 1806, Thánh chế La Mã tan rả và chấm dứt tồn tại, nhưng người cai trị của Hesse là William I vẫn tiếp tục giữ lại tước hiệu Tuyển đế hầu, mặc dù không còn Hoàng đế để bầu chọn. Năm 1807, với Hiệp ước Tilsit, khu vực này được sáp nhập vào Vương quốc Westphalia, một quốc gia vệ tinh của Đệ Nhất Đế chế Pháp, nhưng vào năm 1814, Đại hội Viên đã khôi phục lại Nhà nước Hesse như cũ.
Hesse là Tuyển hầu quốc duy nhất trong Bang liên Đức. Nó bao gồm một số lãnh thổ tách biệt ở phía Bắc của Frankfurt, tồn tại cho đến khi bị Vương quốc Phổ sáp nhập vào năm 1866 sau Chiến tranh Áo-Phổ.
Các tước hiệu chính thức của người cai trị Hessen gồm có: Tuyển đế hầu Hessen, Đại công tước Fulda, Thân vương xứ Hersfeld, Hanau, Fritzlar và Isenburg, Bá tước Catzenelnbogen, Dietz, Ziegenhain, Nidda, và Schaumburg, cũng là nhà cai trị Schmalkalden.

## Lịch sử
Bá quốc Hessen-Kassel ra đời vào năm 1567 với sự phân chia của Bá quốc Hessen giữa những người thừa kế của Philip I của Hesse sau khi ông qua đời. Con trai cả của Philip là William IV, nhận Hesse-Kassel, bao gồm khoảng một nửa diện tích của Bá quốc Hessen, gồm cả thủ đô Kassel. Những người anh em của William đã nhận được Hesse-Marburg và Hesse-Rheinfels, nhưng dòng dõi của họ đã tuyệt tự dòng nam và các lãnh thổ sau đó được hoàn nguyên về Bá quốc Hessen-Kassel và Bá quốc Hessen-Darmstadt.